# Deine Strasse
Koordinaten: 50° 44′ 38,2″ N, 7° 2′ 33,1″ O
Deine Strasse (internationaler Titel: Your Street) ist ein Schweizer Kurzfilm von Güzin Kar aus dem Jahr 2020. Die siebenmütige Produktion ist Saime Genç (1988–1993) gewidmet. Das vierjährige Mädchen türkischer Abstammung ist das jüngste Opfer des rassistischen Brandanschlags in der westdeutschen Stadt Solingen, bei dem im Mai 1993 fünf Menschen ermordet wurden.
Der minimalistische Kurzfilm dokumentiert die Trostlosigkeit einer nach Saime benannten Straße, des Saime-Genç-Rings, inmitten eines Bonner Gewerbegebiets. Mit Deine Strasse wollte die Filmemacherin die Erinnerungskultur hinterfragen. Das Werk wurde ab Herbst 2020 auf verschiedenen Filmfestivals gezeigt, darunter bei den Internationalen Filmfestspielen Berlin. Im Jahr 2021 wurde Deine Strasse mit dem Schweizer Filmpreis ausgezeichnet.

## Inhalt

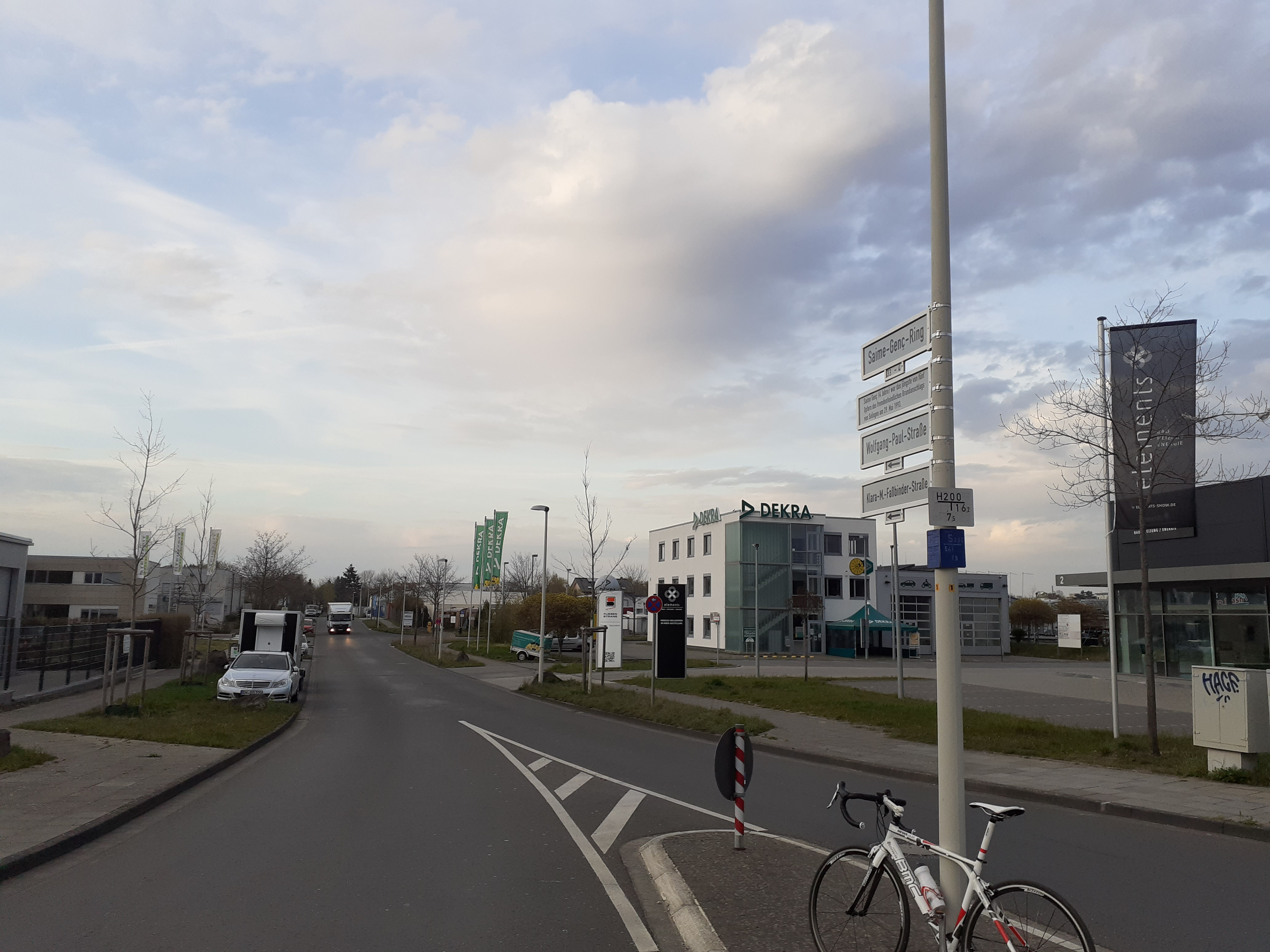
Die im Kurzfilm gezeigte Straße Saime-Genç-Ring im Gewerbegebiet von Bonn-Dransdorf

Der Film ist durchgängig in der Totalen aufgenommen. Gezeigt werden Aufnahmen einer unauffälligen Straße in einem fast menschenleeren deutschen Industriegebiet unter wolkenverhangenem Himmel. Ergänzt wird die trostlos wirkende Sequenz durch den ruhig vorgetragenen Text einer Erzählerin (Sibylle Berg). Die Stimme der Frau wendet sich direkt an ein vierjähriges Mädchen, das bei einem rassistischen Brandanschlag mit vier Familienmitgliedern ums Leben kam. Ausgeführt wurde er durch einen in direkter Nachbarschaft lebenden Bewunderer Adolf Hitlers und seiner Freunde, der sich durch den Lärm der „Türkenkinder“ gestört fühlte. Zum Gedenken erhielt die 556 Meter lange, abgelegene Straße den Namen des toten Kindes. Die Erzählerin beschreibt dem Mädchen ihre Straße und schildert die Umstände des Verbrechens:

„Fünf Menschenleben, deine Familie, wurden ausgelöscht. Dir blieb die Wahl zu ersticken, zu verbrennen oder aus dem Fenster in den Tod zu springen. Kinder sollten keine solch großen Entscheidungen treffen.“

Die Tat und die Opfer seien laut der Erzählerin durch ähnlich gelagerte Verbrechen in Vergessenheit geraten, obwohl sich in der Zwischenzeit Menschen an der Straße angesiedelt hätten. Die Identität des Mädchens wird dem Zuschauer erst zum Schluss durch einen Abschiedsgruß der Erzählerin präsentiert, während über dem Industriegebiet die Nacht hereinbricht:

„Schlaf gut, kleine Saime.“

Zuletzt informiert ein Zwischentitel über Saime Genç und den Brandanschlag von Solingen.

## Entstehungsgeschichte

### Hintergrund und Straßenbenennung

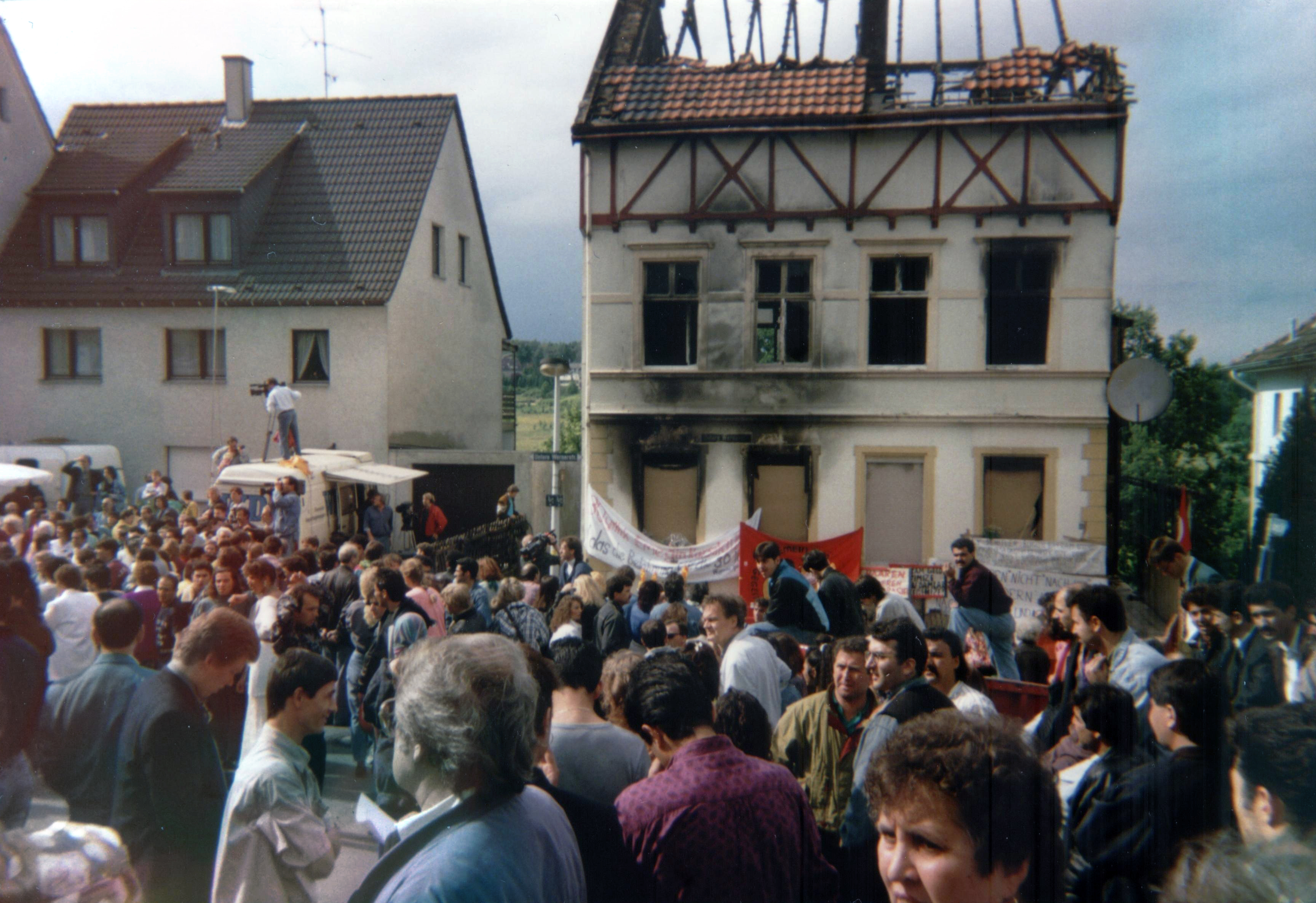
Demonstration am Tatort des Brandanschlags (Juni 1993)

In der Nacht vom 28. auf den 29. Mai 1993 legten vier junge Rechtsextremisten Feuer am Haus der türkisch-stämmigen Familie Genç in der nordrhein-westfälischen Stadt Solingen, 50 Kilometer nördlich von Bonn. Dabei starb die 4-jährige Saime Genç gemeinsam mit vier weiteren Familienmitgliedern. Das Mädchen hatte sich mit seiner 27-jährigen Mutter Gürsün İnce durch einen Sprung aus dem Fenster zu retten versucht. Beide starben aber an den erlittenen Verletzungen. 14 weitere Bewohner des Zweifamilienhauses wurden zum Teil schwer verletzt. Die Täter wurden vom Oberlandesgericht Düsseldorf zu zehn- bis fünfzehnjährigen Haftstrafen verurteilt. Große Teile der rechten Szene wichen in dieser Zeit nach Erkenntnissen des Staatsschutzes von Solingen ins benachbarte Wuppertal aus. Die Stadt Solingen reformierte in den folgenden Jahren ihre Ausländerpolitik.
Im Frühjahr 1998 wurde in Erinnerung an Saime Genç im Bonner Stadtteil Dransdorf eine Straße am Ring des Gewerbeparks Bonn-West nach ihr benannt. Ein multikulturell besetzter „Ausländerbeirat“ unter Vorsitz von Rahim Öztürker setzte sich dafür ein. Öztürker war Ende März 1996 die Idee gekommen, Straßennamen auch nach ausländischen Arbeitnehmern benennen zu lassen, die sich um Bonn verdient gemacht hatten. Die Bezirksvertretung folgte der Initiative. Knapp zwei Jahre später erhielt auch Öztürkers Vorschlag zur Namensgebung einer neuen Straße nach Saime Genç Zuspruch. Unterstützung erfuhr der Vorschlag vom damaligen Bonner Bezirksvorsteher Herbert Spoelgen und dem Grünen-Politiker Rolf Beu. „Wir wollten ein Zeichen setzen“, so Spoelgen im Jahr 2018. Ursprünglich war geplant, drei Straßen im neu errichteten Gewerbegebiet in Dransdorf der Einheitlichkeit wegen nach Naturwissenschaftlern zu benennen.

„Die Bezirksvertretung Bonn hatte am 27. Januar 1998 die Benennung beschlossen. Bis heute kann ich leider nicht sagen, warum genau diese Straße gewählt wurde. Vielleicht gab es keine anderen freien Straßen zu dieser Zeit. Das Gewerbegebiet war allerdings neu, daher war diese Namensgebung letztendlich möglich. Die neue Straße wurde nach dem kleinen Mädchen benannt.“

Aufgrund der teuren Grundstückspreise siedelten sich erst ab 2002 erste Unternehmen am Saime-Genç-Ring an. Bis dahin galt der Straßenname als völlig unbekannt und blieb es bei Passanten auch noch die nächsten zehn Jahre. Am 29. Mai 2013, dem 20. Jahrestag des Verbrechens, weihten der Bonner Oberbürgermeister Jürgen Nimptsch und Safiye Temizel, Vorsitzende des Integrationsrates der Stadt, ein Zusatzschild am Saime-Genç-Ring ein und gedachten der Opfer. Das Schild erläutert den Hintergrund zur Namensgebung. Die Aufstellung erfolgte im Einvernehmen mit der Familie Genç. Auch fünf Jahre später wurde des Brandanschlags am Saime-Genç-Ring gedacht, diesmal vom Stadtverordneten für Dransdorf, Stephan Eickschen.

### Motivation für das Projekt und Filmproduktion

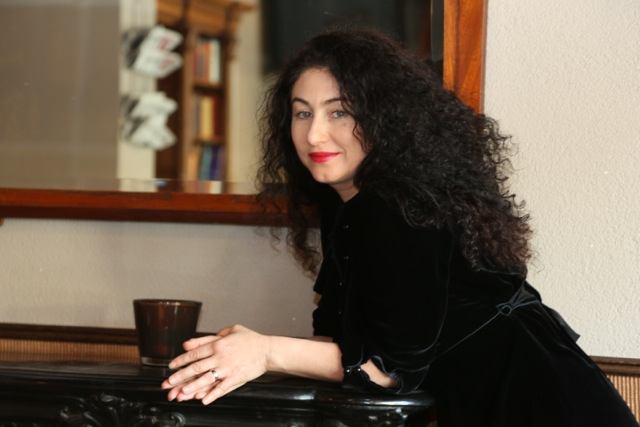
Güzin Kar (2016)

Die in der Schweiz aufgewachsene Filmregisseurin, Drehbuchautorin und Kolumnistin Güzin Kar, Tochter türkischer Immigranten, hatte erstmals 1994 mit dem Gedanken gespielt, den Brandanschlag von Solingen filmisch zu verarbeiten. Zu dieser Zeit begann sie ihr Filmstudium an der Filmakademie Baden-Württemberg und wunderte sich darüber, dass die rassistisch motivierten Ausschreitungen in Hoyerswerda (1991) und Rostock-Lichtenhagen (1992) sowie die rechtsextremen Anschläge mit mehreren Toten in Mölln (1992) und Solingen von niemandem an der Hochschule thematisiert wurden. Erst im Sommer 2019 entdeckte Kar durch Zufall über den Online-Kartendienst Google Maps den Saime-Genç-Ring und erinnerte sich wieder an den Vorfall.

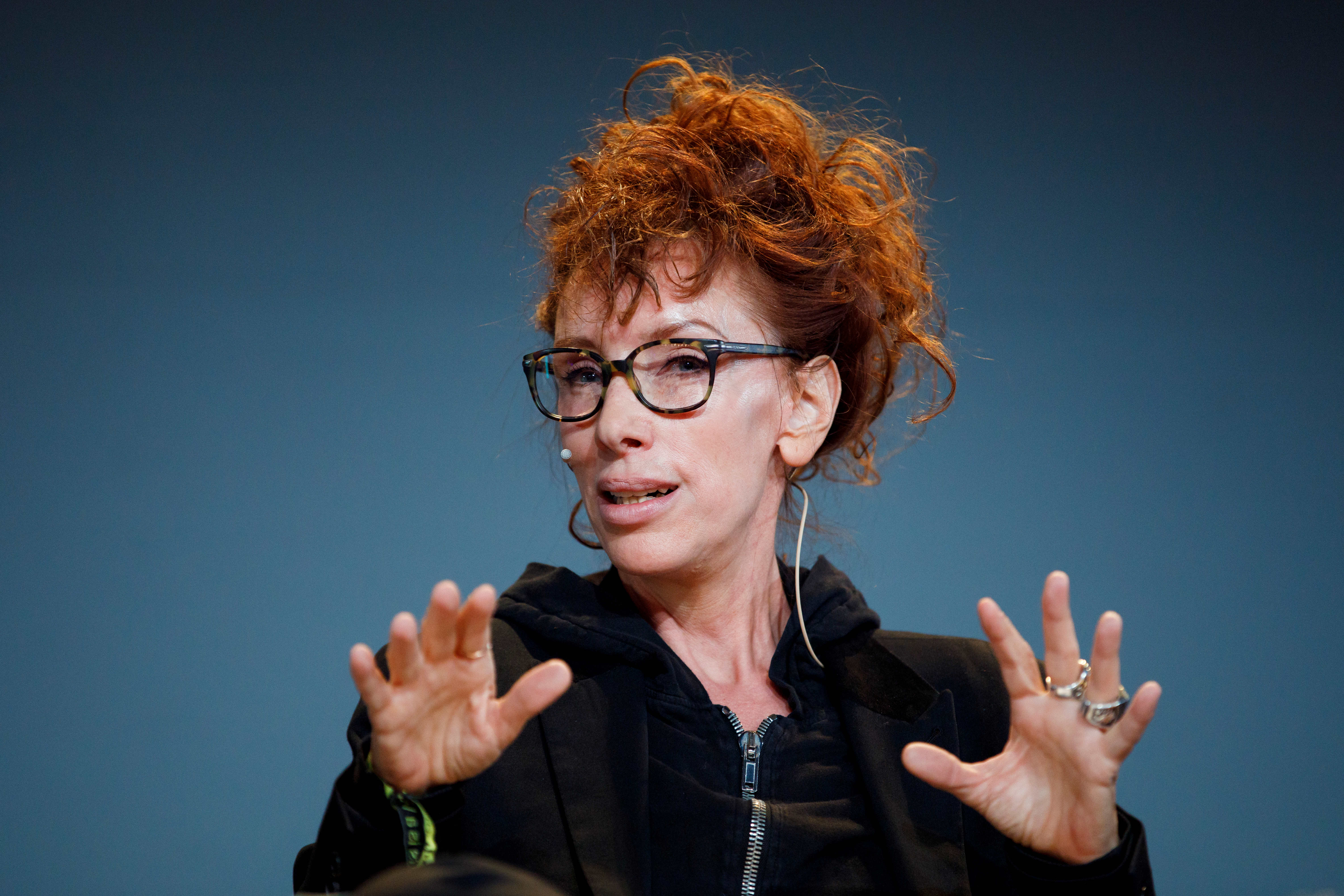
Sibylle Berg (2019), Erzählerin des Films

Im Winter 2019 reiste Kar erstmals nach Bonn. Sie ging mehrere Tage lang allein die Straße auf und ab und machte sich mit ihrem Smartphone auf die Suche nach passenden Bildern. Diese setzte sie gemeinsam mit dem Editor Simon Gutknecht in den verschiedensten Variationen zusammen, wobei sie mit Musik und Ton experimentierten. Schließlich entschieden sich beide für die minimalistischste Form aus Bildern in der Totalen aufgenommen, während die deutsch-schweizerische Autorin Sibylle Berg den Text von Kar einsprach. Die Filmemacherin lobte die Stimme ihrer Erzählerin später als „einzigartig“. Den Text schrieb Kar eigenen Angaben zufolge über 50 Mal um. Nach dem fertigen Entwurf für die Geschichte kehrten der Kameramann Felix von Muralt und Kar nach Bonn zurück und es folgten die letzten Aufnahmen.
Für Kar ist Deine Strasse der erste Kurzfilm seit der 29-minütigen Produktion Paul und Lila (2002). Sie habe sich für einen Kurzfilm entschieden, um mit neuen Erzählarten experimentieren zu können. Mit dem fertigen Film wollte Kar die Erinnerungskultur hinterfragen. Dabei benutzte sie ein Beispiel aus Deutschland, um der Frage nachzugehen, welche Art von Erinnerungskultur eine Gesellschaft praktiziert – an wen oder was sollten sich die Menschen erinnern und woran sollte bei der Errichtung von Gedenkstätten gedacht werden? Straßen hätten Kars Meinung nach „selten mit den Personen zu tun, denen sie gewidmet sind“. Dennoch würden sie viel darüber aussagen, an wen sich die Menschen erinnern. Der Saime-Genç-Ring stehe exemplarisch dafür.

„Je scham- und schuldbehafteter die Erinnerung an eine Person ist, umso weniger duldet man sie im Zentrum. Saimes Strasse liegt in einem Randgebiet, dort, wo niemand zum Flanieren hingeht. Touristen sollen nicht mit der Erinnerung an das ermordete Kind erschreckt werden.“

In Deine Strasse könne Kar einen Spaziergang durch den Ort machen und gleichzeitig die Geschichte des toten Mädchens in den Mittelpunkt stellen. Es handle sich um ein „filmisches Requiem“. Dabei verwendete sie für den Film den von Hannah Arendt geprägten Begriff „Banalität des Bösen“ und erklärte, absichtlich eine vollkommen emotionslose und wertfreie Erzählweise bevorzugt zu haben. Es sei ihr ausdrücklich nicht um eine Projektion auf den Holocaust oder um direktes Engagement gegen Hass gegangen.

## Rezeption

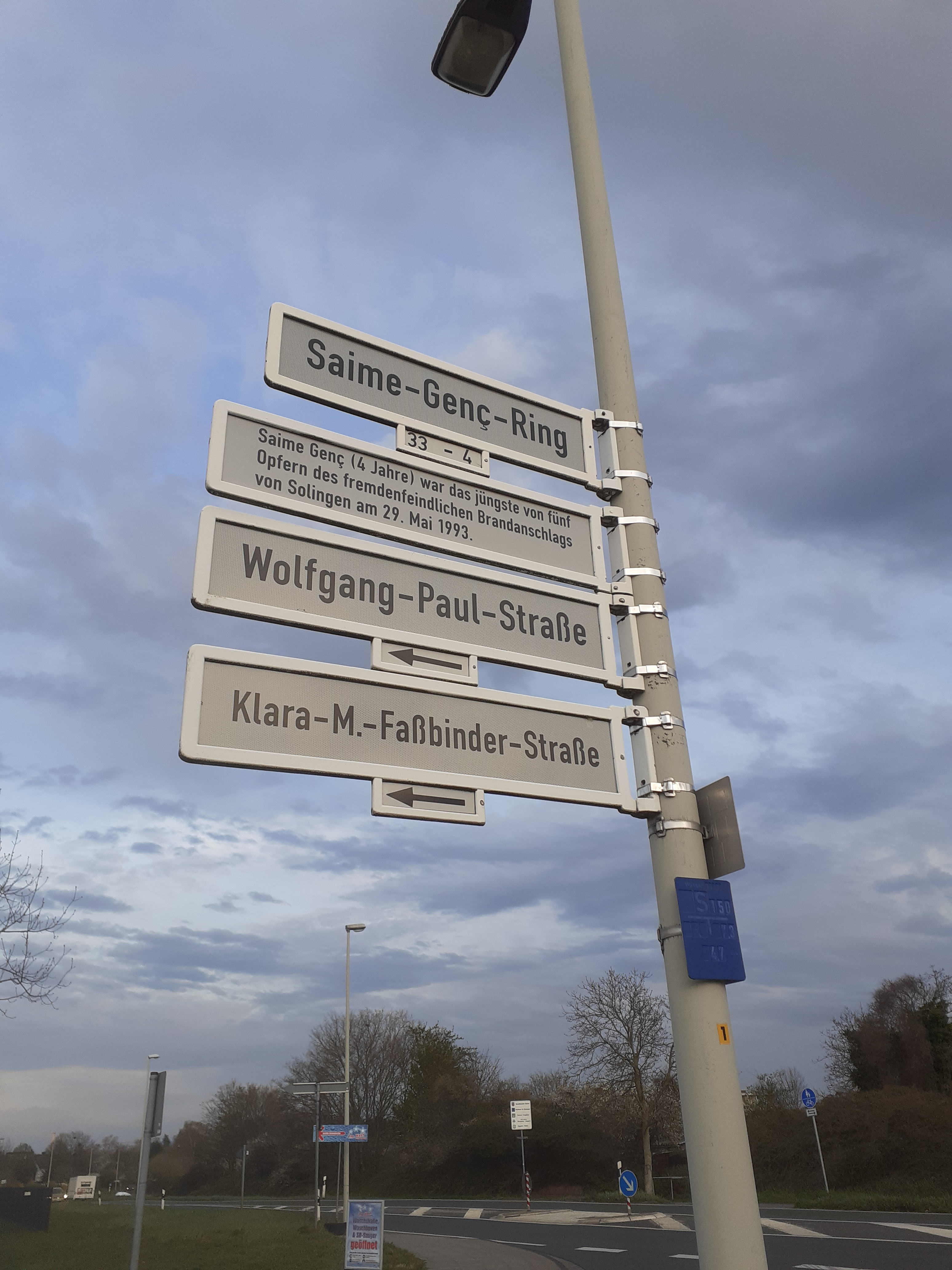
Straßenschild im Gewerbegebiet Bonn-Dransdorf im Gedenken an Saime Genç

Der Film wurde im Rahmen der Internationalen Kurzfilmtage Winterthur uraufgeführt, die bedingt durch die COVID-19-Pandemie zwischen dem 3. und 8. November 2020 komplett digital veranstaltet wurden. Daraufhin wurde Deine Strasse ebenfalls in die Programme der online abgehaltenen Solothurner Filmtage (21.–24. Januar 2021) und des Industry Events der 71. Berlinale (4.–5. März 2021) aufgenommen. Einzelne Kritiker lobten Deine Strasse, auch wenn der Film bis März 2021 nicht oft rezensiert wurde (wegen der Pandemie waren die Kinos geschlossen).
Der Schweizer Journalist Michael Sennhauser lobte Deine Strasse als kurzen Film mit langer Wirkung. Er erinnerte in seiner Berlinale-Besprechung an den Jahrestag des rechtsextremistischen Terroranschlags von Hanau (2020) und dass solche Verbrechen bereits häufiger verübt wurden. Auch hob er die ruhige Stimme von Sibylle Berg hervor.
Daniel Fuchs (Aargauer Zeitung) nannte den Film in seiner Wirkung als „so einfach wie eindrücklich“. Kars Regiearbeit sei „ein erschütterndes Denkmal über ein Denkmal“.

## Auszeichnungen
Deine Strasse konkurrierte in den Wettbewerben der Internationalen Kurzfilmtage Winterthur (2020) und der Berlinale (2021), die pandemiebedingt online stattfinden mussten. Bei der Verleihung des Schweizer Filmpreises 2021 folgte eine Auszeichnung in der Kategorie Bester Kurzfilm.